# 1986年の日本ハムファイターズ
1986年の日本ハムファイターズ（1986ねんのにっぽんハムファイターズ）では、1986年の日本ハムファイターズの動向をまとめる。
このシーズンの日本ハムファイターズは、高田繁監督の2年目のシーズンである。

## 概要
2年連続の最下位を免れたものの、5位で終了したチームの再構築を図るべく高田監督は柏原純一と木田勇を金銭トレードや交換トレードでそれぞれ放出、新戦力では木田との交換で大洋から金沢次男を獲得し、外国人もトニー・ブリューワとパット・パットナムに一新した。打撃陣では、柏原の阪神移籍で空いた一塁にはパットナムが入り、それまで一塁を守っていた津末英明も打力を生かして指名打者での出場が中心となった。戦力の一新でチームは5月までは首位の阪急・近鉄から1.5ゲーム差の3位と健闘するが、6月以降は失速。その後も終盤までロッテと4位争いを演じるが、わずか0.5ゲーム差で5位に終わった。投手陣はエースの柴田保光、3年目でこの年開幕投手の津野浩、2年目の河野博文がまずまずの成績をあげ、大洋から移籍の金沢も10勝をあげて高田監督の期待に応えた。打撃陣では新外国人のブリューワ・パットナムが打線の中心となり、古屋英夫や指名打者専念の津末も安定した成績をあげるが、それ以外の選手が不調にあえいだ。それでも、借金を1ケタに減らし翌年のAクラス入りにつながった。

## チーム成績

### レギュラーシーズン
| 1    | 中   | 島田誠     |
| 2    | 遊   | 高代慎也   |
| 3    | 右   | ブリューワ |
| 4    | 一   | パットナム |
| 5    | 三   | 古屋英夫   |
| 6    | 指   | 五十嵐信一 |
| 7    | 左   | 二村忠美   |
| 8    | 捕   | 田村藤夫   |
| 9    | 二   | 白井一幸   |
| 投手 | 投手 | 津野浩     |

| 順位 | 4月終了時 | 4月終了時 | 5月終了時 | 5月終了時 | 6月終了時 | 6月終了時 | 7月終了時 | 7月終了時 | 8月終了時 | 8月終了時 | 9月終了時 | 9月終了時 | 最終成績 | 最終成績 |
| ---- | --------- | --------- | --------- | --------- | --------- | --------- | --------- | --------- | --------- | --------- | --------- | --------- | -------- | -------- |
| 1位  | 近鉄      | --        | 近鉄      | --        | 近鉄      | --        | 近鉄      | --        | 西武      | --        | 西武      | --        | 西武     | --       |
| 2位  | 日本ハム  | 0.0       | 阪急      | --        | 西武      | 2.0       | 西武      | 4.0       | 近鉄      | 2.0       | 近鉄      | 1.0       | 近鉄     | 2.5      |
| 3位  | 阪急      | 3.0       | 日本ハム  | 1.5       | 阪急      | 2.5       | 阪急      | 4.5       | 阪急      | 6.5       | 阪急      | 7.0       | 阪急     | 6.5      |
| 4位  | 西武      | 4.0       | 西武      | 5.0       | 日本ハム  | 8.0       | ロッテ    | 12.0      | ロッテ    | 13.0      | ロッテ    | 10.0      | ロッテ   | 13.0     |
| 5位  | ロッテ    | 6.5       | ロッテ    | 5.0       | ロッテ    | 10.5      | 日本ハム  | 13.5      | 日本ハム  | 17.5      | 日本ハム  | 15.5      | 日本ハム | 13.5     |
| 6位  | 南海      | 7.5       | 南海      | 12.5      | 南海      | 16.0      | 南海      | 17.0      | 南海      | 21.0      | 南海      | 20.5      | 南海     | 21.5     |

| 順位 | 球団                 | 勝 | 敗 | 分 | 勝率 | 差   |
| 1位  | 西武ライオンズ       | 68 | 49 | 13 | .581 | 優勝 |
| 2位  | 近鉄バファローズ     | 66 | 52 | 12 | .559 | 2.5  |
| 3位  | 阪急ブレーブス       | 63 | 57 | 10 | .525 | 6.5  |
| 4位  | ロッテオリオンズ     | 57 | 64 | 9  | .471 | 13.0 |
| 5位  | 日本ハムファイターズ | 57 | 65 | 8  | .467 | 13.5 |
| 6位  | 南海ホークス         | 49 | 73 | 8  | .402 | 21.5 |

## オールスターゲーム1986
| - ファン投票 選出なし | - 監督推薦 柴田保光 田村藤夫 |

## 表彰選手
| リーグ・リーダー |
| ---------------- |
| 受賞者なし       |

| ベストナイン       | ベストナイン | ベストナイン |
| ------------------ | ------------ | ------------ |
| 選出なし           |              |              |
| ゴールデングラブ賞 |              |              |
| 選手名             | ポジション   | 回数         |
| 古屋英夫           | 三塁手       | 2年連続4度目 |

## ドラフト
| 順位 | 選手名     | ポジション | 所属           | 結果 |
| ---- | ---------- | ---------- | -------------- | ---- |
| 1位  | 西崎幸広   | 投手       | 愛知工業大学   | 入団 |
| 2位  | 筒井孝     | 外野手     | 松戸馬橋高     | 入団 |
| 3位  | 名洗将之   | 内野手     | 印旛高         | 入団 |
| 4位  | 南出仁     | 捕手       | 大阪商業大学   | 入団 |
| 5位  | 川村正太郎 | 内野手     | 松商学園高     | 入団 |
| 6位  | 広野准一   | 投手       | 日本大学山形高 | 入団 |